# List (krivulja)
List (krivulja v obliki lista) ima v polarnem koordinatnem sistemu enačbo 
{\displaystyle r=\cos {\theta }(4a\sin ^{2}{\theta }-b)}
V kartezičnem koordinatnem sistemu pa je enačba lista 
{\displaystyle (x^{2}+y^{2})[x(x+b)+y^{2}]=4axy^{2}}.
Oblika lista je odvisna od parametrov {\displaystyle a\,} in {\displaystyle b\,}. 
Kadar je {\displaystyle b\geq 4a}, dobimo enostaven list. Kadar pa je {\displaystyle b=0}, dobimo dvolistno krivuljo. Kadar pa je {\displaystyle 0<b<4a}, dobimo  tridelno krivuljo, ki jo imenujemo triperesna deteljica.

## Ploščina
Ploščina lista je 
{\displaystyle p={1 \over 4}(2a^{2}-2ab+b^{2})\pi }.
Enostavna oblika lista je nožiščna krivulja deltoide, ki ima nožiščno točko v enem izmed njegovih točk obrata.
Kadar pol nožiščne krivulje leži na deltoidi, dobimo dvolistno krivuljo. Kadar pa je pol v notranjosti deltoide, dobimo trilistno krivuljo .

## Vir
Kot vir je bil uporabljen tudi članek na MathWorld.